# Musculus longissimus dorsi

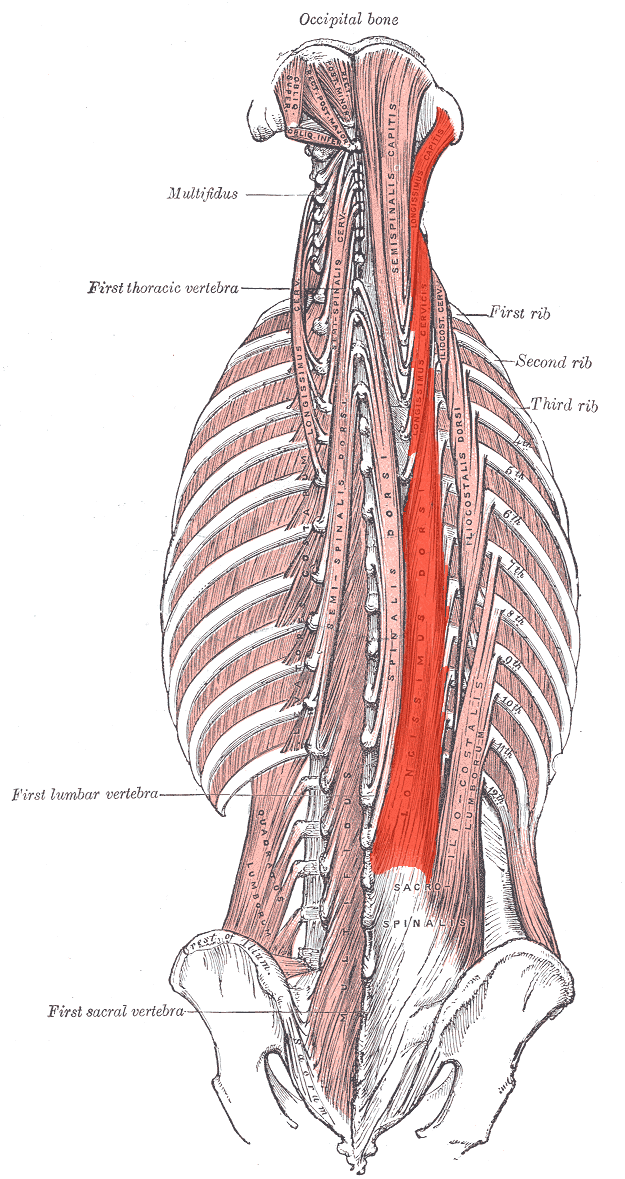
A hát mély izmai (a három vörössel jelölt izom közül a legalsó a longissimus dorsi)

A musculus longissimus dorsi egy hosszúkás izom az ember hátában.

## Eredés, tapadás, elhelyezkedés
A crista iliacaról, a keresztcsontról (os sacrum) és az alsóbb hátcsigolya és ágyéki csigolya processus spinosus vertebraeről ered. A hátcsigolyák processus transversus vertebrae-n, az összes bordán és a felsőbb ágyéki csigolyákon tapad. 

## Funkció
Feszíti a gerincet. Stabilizál, forgat.

## Beidegzés, vérellátás
A ramus posterior nervi spinalis idegzi be. Az arteria sacralis lateralis látja el vérrel.

## Külső hivatkozások
- Kép
- Kép, leírás